# Eutelsat 16A
O Eutelsat 16A, anteriormente denominado de Eutelsat W3C, é um satélite de comunicação geoestacionário europeu construído pela Thales Alenia Space. Ele está localizado na posição orbital de 16 graus de longitude leste e é de propriedade da Eutelsat, empresa com sede em Paris. O satélite foi baseado na plataforma Spacebus-4000C3 e sua vida útil estimada é de 15 anos.

## História
O satélite era originalmente denominado de Eutelsat W3C. Ele foi lançado em outubro de 2011. O lançamento do Eutelsat W3B e do W3C estava previsto para ocorrer em fevereiro de 2010, mas foi adiado após um terremoto em uma fábrica do construtor do Eutelsat W3C na Itália os danos causados ameaçou atrasar a conclusão do satélite. Para acelerar o processo de produção, optou-se por utilizar o edifício e para os componentes derivados dos Estados Unidos, o que é proibido pelos regulamentos ITAR.
Mas no dia 1 de março de 2012 a Eutelsat adotou uma nova designação para sua frota de satélites, todos os satélites do grupo assumiram o nome Eutelsat associada à sua posição orbital e uma letra que indica a ordem de chegada nessa posição, então o satélite Eutelsat W3C foi renomeado para Eutelsat 16A.

## Lançamento
O satélite foi lançado com sucesso ao espaço no dia 7 de outubro de 2011 às 08:21 UTC, por meio de um veículo Longa Marcha 3B/G2 a partir do Centro Espacial de Xichang, na China. Ele tinha uma massa de lançamento de 5.400 kg.

## Capacidade e cobertura
O Eutelsat 16A é equipado com 53 transponders banda Ku e 3 em banda Ka para fornecer radiodifusão, vídeo, transmissão de dados e acesso à internet banda larga para a Europa, Oriente Médio, as Ilhas do Oceano Índico e África.